# 保罗-亨利·斯巴克

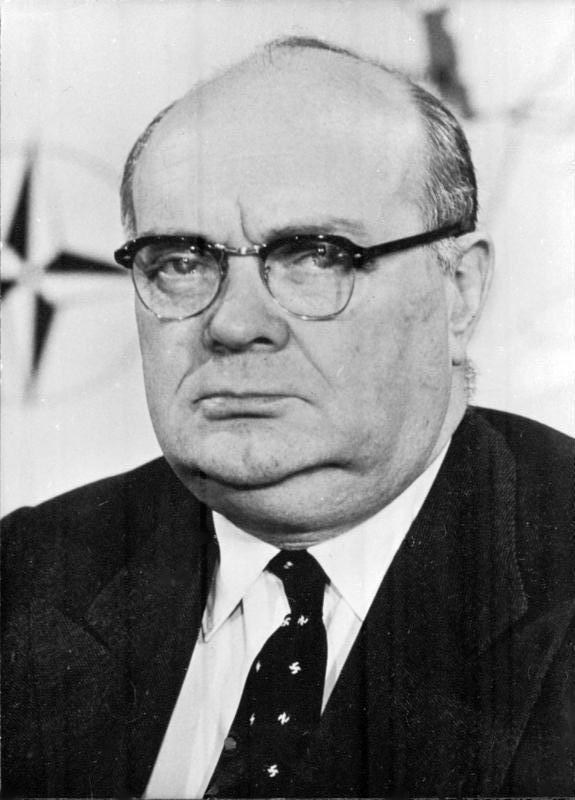

保罗-亨利·夏尔·斯巴克（法語：Paul-Henri Charles Spaak，法語發音：[pɔl ɑ̃ʁi ʃaʁl spak]；1899年1月25日—1972年7月31日），出生于斯哈尔贝克，比利时政治人物、首相，比利时社会党黨员、欧盟创始人之一。

## 生平
曾任比利时首相（1938年-1939年、1946年、1947年-1949年）、联合国大会主席（1946年-1947年）和北大西洋公约组织秘书长（1957年-1961年）。
| 前任： 黑斯廷斯·伊斯梅  | 北大西洋公约组织秘书长 1957年 - 1961年 | 繼任： 迪尔克·斯蒂克       |
| 前任： 卡米耶·海斯曼    | 比利时首相 1947年 - 1949年             | 繼任： 加斯东·伊斯更斯     |
| 前任： 首任             | 联合国大会主席 1946年 - 1947年         | 繼任： 奥斯瓦尔多·阿拉尼亚 |
| 前任： 阿希尔·范阿克    | 比利时首相 1946年                      | 繼任： 阿希尔·范阿克       |
| 前任： 保罗-埃米尔·让松 | 比利时首相 1938年 - 1939年             | 繼任： 于贝尔·皮埃洛       |